# Вирпи Ниемела
Вирпи Синика Ниемела (26. децембар 1936,  Хелсинки, Финска — 18. децембар 2006, Аргентина) је била водећи финско аргентински астроном. Била је друга Аргентинка изабрана за придруженог члана Краљевског астрономског друштва.
Рођена у Финској, емигрирала је са породицом у Аргентину 1954. године, где је живела већи део свог живота. Постала је држављанка Аргентине, удала се и добила два сина.

## Образовање
Започела је студије хемије на Националном универзитету у Ла Плати, али се одлучила за астрономију преко тадашњег Факултета за астрономију и геофизику. Докторирала је са истраживањем које је спровео Хорхе Сахаде, са којим је сарађивала током целе каријере.

## Каријера
Њен рад је имао снажан утицај у областима масивних звезда и блиских бинарних система, посебно Волф-Рајеових звезда. Била је пионир у раду на Волф-Рајеовим звездама у Магеланским облацима, масивним звездама у звезданим асоцијацијама и међузвезданим мехурима око масивних звезда. То је радила ради одређивања звезданих маса у бинарним системима и откривања и анализе спектроскопских орбита многих бинарних система са WR компонентама. Ово је постигнуто коришћењем података са астрономске опсерваторије CASLEO и анализом звезданих ветрова и њихове интеракције са квазизвезданом средином. Такође је помогла у развоју астрономије у Аргентини, инспиришући многе студенте. Након што је докторирала, почела је да ради на Националном универзитету у Ла Плати и постала је чланица CONICET-а. Упркос томе што је убрзо након тога отпуштена, наставила је своје истраживачке пројекте све док није почела да ради у Comision de Investigaciones Cientificas de la Provincia de Buenos Aires (CICBA), где је радила до своје смрти. Такође је радила за Instituto de Astrofísica del Espacio (IAFE) у Буенос Аиресу као део његовог истраживачког особља. Тамо је надгледала студенте око десет година. Затим је постављена за професорку на Факултету за астрономске и геофизичке науке, где је стекла звање магистра и доктора. Универзитет ју је 2005. године именовао за почасног професора као признање за њен истраживачки рад. Од 1997. до 2001. године била је и члан уредничког одбора Мексичког часописа за астрономију и астрофизику.

## Наслеђе и организационе повезаности
Такође је играла важну улогу у правима жена у научноистраживачкој заједници, залагајући се за укључивање породиљског одсуства за постдипломце са грантовима истраживачког савета и указујући на случајеве где је родна сегрегација утицала на понуде за посао.
Била је потпредседница Аргентинског астрономског удружења од 1993. до 1996. године. Године 1998, добила је награду Карлос Варшавски за допринос астрономији Аргентине од стране Националне академије егзактних, физичких и природних наука Буенос Аиреса. Две године касније, именовали су је за члана, као другу женску чланицу у историји академије. Године 2003, била је и прва жена којој је додељена Платинаста награда за астрономију од стране Фондације Конекс Аргентина. Поводом њеног седамдесетог рођендана, у Карилу је од 11. до 14. децембра 2006. године одржана међународна радионица о масивним звездама. Током радионице, објављено је да ће астероид 5289 бити назван Ниемела у њену част, као и да је изабрана за сарадника Краљевског астрономског друштва. Међутим, умрла је непосредно пре свог рођендана, од рака дојке.